# Carex darwinii
Carex darwinii är en halvgräsart som beskrevs av Francis M.B. Boott. Carex darwinii ingår i släktet starrar, och familjen halvgräs.

## Underarter
Arten delas in i följande underarter:
- C. d. darwinii
- C. d. serranoi
- C. d. urolepis